# Greatest Lovesongs, Vol. 666
 (mai 2021).
Si vous disposez d'ouvrages ou d'articles de référence ou si vous connaissez des sites web de qualité traitant du thème abordé ici, merci de compléter l'article en donnant les références utiles à sa vérifiabilité et en les liant à la section « Notes et références ».
Greatest Lovesong, Vol. 666 est le premier album du groupe HIM sorti le 20 novembre 1997, sous un label.
La jaquette de l'album est une photo du chanteur leader du groupe, Ville Valo.

## Liste des pistes
La liste des pistes de cet album est
1. Your Sweet Six Six Six
2. Wicked Game
3. The Heartless
4. Our Diabolikal Rapture
5. It's All Tears (Drown In This Love)
6. When Love And Death Embrace
7. The Beginning Of The End
8. (Don't Fear) The Reaper
9. For You
10. (666) (Bonus Track)